# 董樾
董樾（1546年—？），字子亨，浙江寧波府鄞縣人，民籍，明朝政治人物。

## 生平
浙江鄉試第五十八名，萬曆五年（1577年）丁丑科會試第一百六十七名，登二甲第四十名進士。六年三月授翰林院简讨，充潞王讲读官，升编修，九年考满，十四年十二月升修撰，仍暂管简讨、讲读事务，充任东宫侍讲。外任广西右参议，二十一年五月起补贵州参议。播州（今属四川）宣慰杨应龙发动叛乱，董与都司林盛统兵平叛，出播难民，随檄宣慰，给予难民土地耕种，流民于是得到安顿。迁任四川按察副使。

## 家族
曾祖董珍，封戶科給事中；祖父董鈿，曾任陰陽訓術；父董洤。母薛氏。具庆下。